# Наивная литература
Наи́вная литерату́ра — вид народной словесности, письменные художественные тексты, которые создаются непрофессиональными авторами. По этому параметру наивная литература близка к графомании. Наивной литературой называют прозаические и поэтические опусы неумелых людей, подражающих образцам «высокой» словесности.
Границы между наивной и обычной литературой весьма зыбки. Главный признак наивной литературы — «наивность» (следствие невладения навыками того самого литературного мастерства, которое принято ею за образец) определяется достаточно субъективно. Как правило, авторами наивной литературы становятся или пожилые полуграмотные люди, удалившиеся от дел (обычно они пишут мемуары и стихи), или дети и подростки. Большое влияние на стилистику наивной литературы оказывает как литература высокая (как правило, произведения классиков из школьной программы), так и фольклор.
Один из главных критериев отнесения текста к наивной литературе — бытование текста в этом качестве, когда интерес к тексту проявляется не вследствие особых его качеств, а из-за обстоятельств, в которых он создавался.